# Harry Brynielsson
Harry Anders Bertil Brynielsson, född 20 mars 1914 i Stockholm, död 17 februari 1995 i Vaxholm, var en svensk civilingenjör och företagsledare.

## Biografi
Brynielsson avlade civilingenjörsexamen i kemiteknik vid KTH 1936. Han var anställd vid Kema-bolagen 1936–1943 och blev därefter verkställande direktör för LKB-Produkter Fabriksaktiebolag 1943–1951, det bolag som bildats av svensk industri för exploatering av The Svedbergs ultracentrifug..
Brynielsson var VD för AB Atomenergi 1951–1969 och kom därmed att bli en ledande person i den tidiga utvecklingen av svensk kärnteknisk verksamhet. Han var till exempel expert i Bränsleutredningen 1951 som avgav sitt betänkande 1956 i SOU 1956:46 och SOU 1956:58 och som drog upp riktlinjerna för "den lämpligaste utformningen av Sveriges bränsleförsörjning ur ekonomiska, handelspolitiska och beredskapsmässiga synpunkter". Utredningen sammanfattar bland annat: "... en aktiv energipolitik framstår såsom en ovillkorlig förutsättning för fortsatt välståndsutveckling. Den enda aktuella inhemska energikälla, som förmår att uthålligt tillgodose nytillkommande behov, utgörs av våra uranhaltiga oljeskiffrar. Bränsleproblemets lösning förutsätter därför först och främst, att den aktiva energipolitiken inriktas på ett snabbt tillgodogörande av atomenergin." Brynielsson och AB Atomenergi var under två decennier efter 1950 viktiga delar av denna av staten uttalade och understödda ambition och vision om "ett snabbt tillgodogörande av atomenergin".
Han var svensk representant i styrelsen för FN:s atomenergiorgan IAEA 1961–1962 och 1965–1966.
Efter 1969 hade han styrelseuppdrag i bland annat Boliden, Asea-Atom och Ångpanneföreningen, och var styrelseordförande i Svenska BP, Statens anläggningsprovning, Korrosionsinstitutet, Delegationen för vetenskaplig och teknisk informationsförsörjning samt Tekniska museet.
Brynielsson blev 1959 ledamot av Kungliga Ingenjörsvetenskapsakademien.
Han gifte sig 1940 med Wera Wahrenby (1920–2017). Brynielsson är begravd på Norra begravningsplatsen utanför Stockholm.